# Austaasen Bank
Koordinaten: 70° 48′ S, 10° 30′ W
Die Austaasen Bank (englisch) ist eine Bank im Südlichen Ozean. Sie liegt vor der Prinzessin-Martha-Küste des ostantarktischen Königin-Maud-Lands in einer Meerestiefe von rund 200 m.
Die Benennung erfolgte auf Vorschlag des Vermessungsingenieurs und Glaziologen Heinrich Hinze vom Alfred-Wegener-Institut. Der Name leitet sich vom Auståsen (norwegisch für Osthügel) ab, einer in der Nachbarschaft der Bank befindlichen Eiskuppel.